# 福井孝治
福井 孝治（ふくい こうじ、1899年4月1日 - 1977年3月13日）は日本の経済学者・社会科学者。大阪経済大学、旧制大阪商科大学、大阪市立大学の学長を歴任。学位は経済学博士（大阪商科大学）。大阪市立大学名誉教授。

## 概要
愛知県出身。第八高等学校を経て1922年京都帝国大学経済科卒、同大学院に進学、河上肇に師事した。1925年、福島高等商業学校（現・福島大学経済学部）教授。1929年に旧制大阪商科大学助教授に就任し1933年教授、経済学原論やドイツ語を講じた。戦後は学制改革に伴い1949年に大阪商科大などを母体に発足した大阪市立大学経済学部教授。翌1950年からは前年に急逝した黒正巌に代わり大阪経済大学の学長（第2代）も務めた（-1960年）。同年学位論文「経済と社会」で大阪商科大学より経済学博士号を取得。1957年に大阪市立大学経済研究所長及び学位授与機関として存続していた大阪商科大学第4代学長に就任（-1962年）。併せて1960年に大阪市立大学第3代学長に就任、1963年まで務め同年に名誉教授の称号を受けている。この間には公立大学協会長も務めた。1964年大阪経済大学の教授（専任）となり1970年には再び同大学の学長（第4代）に就任し1975年まで務めた。
主な研究対象はカール・マルクス、マックス・ヴェーバー、ハインリヒ・リッケルト、日本においてゴットリアーネル（ゴットルの理論的信奉者たち）の代表者の1人である。
1977年3月13日、肺炎のため大阪府堺市耳原総合病院にて死去。77歳。

## 主著
- 『生としての経済』理想社、1936年、NCID BA40633345
  - 増補版、甲文堂書店（最近経済問題叢書）1938年、NCID BN11270589
- 『經濟と社會』日本評論社、1939年、NCID BN08881391
- 『経済学の基礎にあるもの―経済学および経済学的認識の諸問題』東京出版、1958年、NCID BN12184824

### 記念論文集
- 『社会経済学の展開―福井孝治教授還暦記念論文集』日本評論新社、1960年、NCID BN06860889

### 訳書
- カール・メンガー『経済学の方法に関する研究』吉田昇三共訳、岩波書店（岩波文庫）1939年、NCID BN00914522
- ゴットル『経済の本質と根本概念』校閲、西川清治・藤原光治郎訳、岩波書店（岩波文庫）1942年、NCID BN05143576